# Discografia de Marina Lima
A discografia de Marina Lima compreende 17 álbuns de estúdio, 1 extended play (EP) e 4 álbuns ao vivo.

## Álbuns

### Álbuns de estúdio
| Álbum                  | Detalhes                                                                                           | Vendas      | Certificações  |
| ---------------------- | -------------------------------------------------------------------------------------------------- | ----------- | -------------- |
| Simples como Fogo      | - Lançamento: 1979 - Formatos: LP, cassete - Gravadora: WEA Music                                  |             |                |
| Olhos Felizes          | - Lançamento: 1980 - Formatos: LP, cassete - Gravadora: Ariola Discos                              |             |                |
| Certos Acordes         | - Lançamento: 1981 - Formatos: LP, cassete - Gravadora: Ariola Discos                              |             |                |
| Desta Vida, Desta Arte | - Lançamento: 1982 - Formatos: LP, cassete - Gravadora: Ariola Discos                              |             |                |
| Fullgás                | - Lançamento: 1984 - Formatos: LP, cassete - Gravadora: PolyGram                                   | - : 250.000 | - PMB: Platina |
| Todas                  | - Lançamento: 1985 - Formatos: LP, cassete - Gravadora: PolyGram                                   |             |                |
| Virgem                 | - Lançamento: 1987 - Formatos: LP, cassete - Gravadora: PolyGram                                   | - : 250.000 | - PMB: Platina |
| Próxima Parada         | - Lançamento: 16 de outubro de 1989 - Formato(s): LP, cassete - Gravadora: Universal               | - : 100.000 | - PMB: Ouro    |
| Marina Lima            | - Lançamento: 30 de setembro de 1991 - Formato(s): LP, CD - Gravadora: EMI-Odeon                   | - : 250.000 | - PMB: Platina |
| O Chamado              | - Lançamento: 1993 - Formato(s): CD - Gravadora: EMI                                               | - : 100.000 | - PMB: Ouro    |
| Abrigo                 | - Lançamento: 1995 - Formato(s): CD - Gravadora: EMI                                               | - : 250.000 | - PMB: Platina |
| Registros à Meia-Voz   | - Lançamento: 11 de novembro de 1996 - Formato(s): CD - Gravadora: EMI                             | - : 100.000 | - PMB: Ouro    |
| Pierrot do Brasil      | - Lançamento: 27 de julho de 1998 - Formato(s): CD - Gravadora: PolyGram                           | - : 100.000 | - PMB: Ouro    |
| Setembro               | - Lançamento: 2001 - Formato(s): CD - Gravadora: Abril Music                                       |             |                |
| Lá nos Primórdios      | - Lançamento: 2006 - Formato(s): CD - Gravadora: EMI                                               |             |                |
| Clímax                 | - Lançamento: 5 de outubro de 2011 - Formato(s): CD, download digital - Gravadora: Libertà Records |             |                |
| Novas Famílias         | - Lançamento: 16 de março de 2018 - Formato(s): CD, download digital - Gravadora: Pomm_elo         |             |                |

### Relançamentos
| Título            | Detalhes                          |
| ----------------- | --------------------------------- |
| A Tug on the Line | - Lançamento: 1993 - Formatos: CD |

### Extended play(EP)
| Título | Detalhes |
| ------ | --- |
| Motim  | - Lançamento: 9 de abril de 2021 - Formato(s): Streaming, download digital - Gravadora: Fullgás / Altafonte |

### Álbuns ao vivo
| Álbum         | Detalhes | Vendas      | Certificações  |
| ------------- | --- | ----------- | -------------- |
| Todas Ao Vivo | - Lançamento: 1986 - Formatos: LP, cassete - Gravadora: PolyGram                                                            | - : 250.000 | - PMB: Platina |
| Síssi na Sua  | - Lançamento: 2000 - Formato(s): CD - Gravadora: Universal                                                                  | - : 100.000 | - PMB: Ouro    |
| Acústico MTV  | - Lançamento: 2003 - Formato(s): CD - Gravadora: EMI                                                                        | - : 100.000 | - PMB: Ouro    |
| No Osso       | - Lançamento: 4 de dezembro de 2015 - Formato(s): CD, download digital - Gravadora: Fullgás Produções Artísticas, Universal | - : 5.000   |                |

### Álbuns de vídeo
| Álbum        | Detalhes                                              |
| ------------ | ----------------------------------------------------- |
| Acústico MTV | - Lançamento: 2003 - Formato(s): DVD - Gravadora: EMI |

### Coletâneas
| Álbum   | Detalhes                                                   |
| ------- | ---------------------------------------------------------- |
| Novelas | - Lançamento: 2007 - Formato(s): CD - Gravadora: Som Livre |

## Singles

### Como artista principal
| Título                                       | Ano  | Álbum                  |
| -------------------------------------------- | ---- | ---------------------- |
| "Solidão"                                    | 1979 | Simples Como Fogo      |
| "Transas de Amor"                            | 1980 | Simples Como Fogo      |
| "Corações a Mil"                             | 1980 | Olhos Felizes          |
| "Nosso Estranho Amor" (part. Caetano Veloso) | 1981 | Olhos Felizes          |
| "Charme do Mundo"                            | 1981 | Certos Acordes         |
| "Gata Todo Dia"                              | 1982 | Certos Acordes         |
| "Acho que Dá"                                | 1982 | Desta Vida, Desta Arte |
| "Noite e Dia"                                | 1983 | Desta Vida, Desta Arte |
| "Fullgás"                                    | 1984 | Fullgás                |
| "Mesmo que Seja Eu"                          | 1984 | Fullgás                |
| "Me Chama"                                   | 1984 | Fullgás                |
| "Veneno"                                     | 1985 | Fullgás                |
| "Eu te Amo Você"                             | 1985 | Todas                  |
| "Nada por Mim"                               | 1985 | Todas                  |
| "Pra Começar"                                | 1986 | Todas Ao Vivo          |
| "Ainda é Cedo"                               | 1986 | Todas Ao Vivo          |
| "Uma Noite e 1/2"                            | 1987 | Virgem                 |
| "Virgem"                                     | 1987 | Virgem                 |
| "Preciso Dizer que te Amo"                   | 1988 | Virgem                 |
| "À Francesa"                                 | 1989 | Próxima Parada         |
| "$Cara"                                      | 1990 | Próxima Parada         |
| "Garota de Ipanema"                          | 1990 | Próxima Parada         |
| "Acontecimentos"                             | 1991 | Marina Lima            |
| "Criança"                                    | 1991 | Marina Lima            |
| "Grávida"                                    | 1992 | Marina Lima            |
| "Não Sei Dançar"                             | 1992 | Marina Lima            |
| "O Chamado"                                  | 1993 | O Chamado              |
| "Pessoa"                                     | 1993 | O Chamado              |
| "Deve Ser Assim"                             | 1994 | O Chamado              |
| "Nem Luxo, Nem Lixo"                         | 1995 | Abrigo                 |
| "Beija-Flor"                                 | 1995 | Abrigo                 |
| "Para um Amor no Recife"                     | 1996 | Registros à Meia-Voz   |
| "À Meia-Voz"                                 | 1996 | Registros à Meia-Voz   |
| "Deixe Estar"                                | 1998 | Pierrot do Brasil      |
| "Pierrot"                                    | 1998 | Pierrot do Brasil      |
| "Notícias"                                   | 2001 | Setembro               |
| "No Escuro"                                  | 2001 | Setembro               |
| "Três"                                       | 2006 | Lá Nos Primórdios      |
| "Pra Sempre" (part. Samuel Rosa)             | 2011 | Climax                 |
| "Desencantados" (part. Karina Buhr)          | 2011 | Climax                 |
| "Só os Coxinhas"                             | 2018 | Novas Famílias         |
| "Novas Famílias" (part. Marcelo Jeneci)      | 2018 | Novas Famílias         |
| "Árvores Alheias"                            | 2018 | Novas Famílias         |
| "Motim"                                      | 2021 | Motim                  |

### Como artista convidada
| Título                                             | Ano  | Álbum           |
| -------------------------------------------------- | ---- | --------------- |
| "Puro Disfarce" (Letrux part. Marina Lima)         | 2017 | Noite de Climão |
| "Pra Ver o Caos" (Luciano Mello part. Marina Lima) | 2019 | Homem de Mal    |